# Camønoen
De Camønoen (woordspel tussen Camino en Møn) is een gemarkeerd langeafstandswandelpad in Denemarken. De oranje bewegwijzerde route loopt op het eiland Møn (langs onder andere  Møns Klint) en is 175 kilometer lang. Het pad werd gecreëerd in 2016.